# Piskorczyn
 (mai 2014).
Le contenu est difficilement compréhensible vu les erreurs de traduction, qui sont peut-être dues à l'utilisation d'un logiciel de traduction automatique.
Piskorczyn est un village de la voïvodie de Couïavie-Poméranie, dans le centre-nord de la Pologne. Sa population s'élevait à 134 habitants en 2012.

## Géographie
Nieszawa se trouve à 70 km au sud-est de Toruń, à 200 km  au nord-ouest de Varsovie.

## Description générale
À ce jour, il existe des preuves de la division de la propriété Piskorczyn sur deux fermes au XIXe siècle dans le village il y a deux groupes de bâtiments: Actualités et Piskorczyn, sauf qu'il ya plusieurs fermes dispersées lents. Anciennement été distingué comme inhabité aujourd'hui Arturowizna, situé dans la partie sud-ouest du village. Le village va sentier touristique vert.

## Histoire
Entourant le village était déjà habité à l'époque néolithique (3500-2500 av. J.-C.). Au XIIIe siècle, dans Piskorczyna culture de la petite ville médiévale existé. Depuis 1248 années les domaines sur lesquels se trouve le village, gérés prince Casimir Kujawski. La première mention de Piskorczynie ( Piskorczyno ) à partir du XVIe siècle, elle a appartenu à la famille Piskorskich . Selon s'inscrire dans un conscrit de 1564 années Jaroslaw Piskorski lieu dans ce village deux champs de la homme s serfs Gregory et Vincent, tandis que Simon Albertus Jakobus ont 3 domaines de .
Selon le registre de l'impôt sur le sondage de 1673, le village comptait cinq propriétaires différents (voir tableau ci-dessous). En 1775, il y avait 13 dans le village de fumées. Dans la première moitié du XVIIIe siècle Piskorczyn est répertorié comme la propriété de Jan Ostrowski manteau Nieczuja. En 1790 propriété après il a fallu fils, Franciszek. Il a pris part dans le tumulte d'un noble au conseil régional en Lipno une étroite. Il est mort en 1790, mais la répartition des richesses eu lieu seulement en 1828, et à ce moment Piskorczyn géré veuve Marianna avec son deuxième mari Franciszek Okoński. Manor probablement alors à la ferme dans Nowiny.
Avec la division des actifs en 1828, le village a pris le fils de Franciszek, Symeon, son frère Casimir payé 12 000 zł. Et le troisième frère Józef a été séparée de l'ancienne propriété de la nouvelle grange Nouvelles . Actifs dans Piskorczyn était alors souvent de la dette dans la société de crédit de la Terre. Dans le village, alors l'un des plus grands dans la région, une fois existé auberge. Il ressort du texte de la source des années 30 XIXe siècle peut être lu:  " boissons tribunal donné l'aubergiste Michał Tuman et pour cela, il avait un jardin et maison et faire le jour de la récolte quatre "  . En 1839, propriétaire Szymon Ostrowski labourer le sol à l'aide de douze chevaux et dix bœufs. Il avait accueille également quatre locatio ceux-ci : Laurent Gościński, Jakub Lipski, Stanislaw Wisniewski et Wojciech Żuchowski qui faisait la cour avec un loyer annuel de 54 florins.[pas clair] Et subir 22 jours de servage dans l'année. En outre, ils devaient payer le tribut à la nature. Une situation similaire a été observée dans la ferme dans Nowiny, qui appartenait aussi aux marchandises Piskorczyn où deux hôtes louer Wojciech Bronikowski et Jan Witkowski, a payé 10 zlotys louer année et a lieu sept jours de servage dans la culture du lin.[pas clair] Première émancipation homme s dans Piskorczyn ont eu lieu en 1868, quand le faire Tableau liquidation. En comptant les 475 hectares de la ferme Piskorczyn, pour les paysans alloué seulement 32 hectares, dans le cas d'une ferme avec 163 hectares Nowiny sur morcellement passé 6 hectares. Créé de cette manière plusieurs petites fermes. Après la mort de Symeon Ostrowski manoir adoptée en 1870, la propriété de son fils, Jan. Pour nowin rapporté les revendications de quelques propriétaires . Piskorczyn était beaucoup plus dans la dette et son propriétaire ne traitait pas de l'entretien, si en 1878 réécrit l'actif frère Marcjan. Il a également omis: dettes et 1892 années ferme est devenu la propriété de leur cousin, Symeon Waclaw Ostrowski. Puis séparés en permanence Nowiny, les a reçus frère Siméon, Kazimierz. Siméon sans enfant en 1911, puis a hérité Piskorczyn ses frères et sœurs. Après un an d'utilisation, la propriété au prix de 37 000 roubles acheté la maison Rościszewska Julia Ostrowska, épouse de Thomas Rościszewski. En 1914, la propriété a été vendue à nouveau. Ils ont acheté, Franciszek et Julia Śledzianowski avec sa fille et son gendre, Antoni et Zofia Marcinkowski. En 1925, une partie des actifs détenus par Franciszek Śledzianowski divisé et reprise par ses fils, Jan et Marian. Dans la même année, certains appartenant à Marcinkowskich, qui a acheté une nouvelle ferme près de Tczew acheté mariage Zieliński. Cet état de choses a continué jusqu'à ce que le déclenchement de la guerre en 1939, quand ils ont commencé à gérer les actifs de l'Allemagne venaient de Bessarabia. Pendant la Seconde Guerre mondiale, le village s'appelait Piskortschin. En 1945, la propriété n'est pas morcelée. Les propriétaires étaient toujours les mêmes personnes qu'avant la guerre, une grande partie du village vendu mais plus petits hôtes.

## Démographie[3]
| Zmiana liczby mieszkańców Piskorczyna od XIX w. |
| ----------------------------------------------- |